# Andriej Fajt
Andriej Andrejewicz Fajt, ros. Андрей Андреевич Файт (ur. 16 sierpnia?/29 sierpnia 1903 w Niżnym Nowogrodzie, zm. 17 stycznia 1976 w Moskwie) – radziecki aktor filmowy. Pojawił się w 44 filmach w latach 1925–1976. Zasłużony Artysta RFSRR (1950).
Urodził się 29 sierpnia 1903 roku w Niżnym Nowogrodzie w Rosji. Zmarł 17 stycznia 1976 roku w wieku 72 lat.

## Filmografia
- 1925: Pancernik Potiomkin (Броненосец «Потёмкин») jako rekrut
- 1925: Promień śmierci (Луч смерти) jako agent
- 1926: Zatoka śmierci (Бухта смерти) jako Alibekow
- 1929: Dwóch Buldi (Два-бульди-два)
- 1929: Wesoły kanarek (Весёлая канарейка)  jako Ługowiec
- 1933: Wielki czarodziej (Великий утешитель) jako Det. Ben Price
- 1934: Baryłeczka (Пышка) jako oficer pruski
- 1936: Bohaterowie pustyni (Тринадцать) jako podpułkownik Skuratow, białogwardzista
- 1940: Sybiracy (Сибиряки) jako Dr. Wasilij Wasiliewicz
- 1941: Saławat - wódz Baszkirów (Салават Юлаев) jako oficer
- 1949: Spotkanie nad Łabą (Встреча на Эльбе) jako Schrank
- 1953: Admirał Uszakow (Адмирал Ушаков)
- 1961: Pokój przychodzącemu na świat (Мир входящему) jako Serb
- 1966: Cudowna lampa Aladyna (Волшебная лампа Аладдина) jako Magribinets
- 1967: Brylantowa ręka (Бриллиантовая рука) jako sprzedawca losów na loterię i gość w restauracji "Płacząca wierzba"
- 1971: Korona carów rosyjskich (Корона российской империи) jako monsieur Diuk
- 1975: Ucieczka Mr. McKinleya (Бегство мистера Мак-Кинли) jako naukowiec

i inne